# 潘鸿钧
潘鸿钧（？—1927年11月25日），字子和，河南鲁山人，中华民国军事将领。原属张怀芝、郑士琦部，后投归吴佩孚。

## 生平
潘鸿钧毕业于保定讲武堂。后来升任陆军第五镇步队第十协步队第十九标统带。中华民国成立后，该标改称陆军第五师步兵第十旅步兵第十九团，驻济宁。1913年二次革命时，陆军第五师炮五团团长郑士琦率步队一营、炮队一连自济南驱车赶至韩庄投入战斗，向南轰击，轰毁了利国驿车站。7月18日，陆军第五师驻济宁的步兵第十九团团长潘鸿钧也率部自济宁连夜徒步冒雨赶到韩庄，随即投入战斗。最终，讨袁军被迫撤出利国驿。
1914年7月30日，张树元被北京政府任命为陆军第五师师长。1914年8月3日，陆军第五师步兵第十旅奉命改为陆军第一混成旅，仍由施从滨任旅长，原步兵第十旅步兵第十九、第二十团团长潘鸿钧、张克瑶分别出任陆军第一混成旅步兵第一、第二团团长。 
1918年1月4日，大总统发布任命施从滨、潘鸿钧、张克瑶署山东暂编陆军第一师师旅长令，任命施从滨署山东暂编陆军第一师师长，潘鸿钧署山东暂编陆军第一师步兵第一旅旅长、张克瑶署第二旅旅长。民国7年（1918年）6月27日，北京政府陆军部裁撤山东暂编陆军第一师，该师的第一、第二旅改设为两个混成旅。1918年6月27日，大总统令任命潘鸿钧为陆军第一混成旅旅长，张克瑶为山东陆军混成第一旅旅长。潘鸿钧率陆军第一混成旅驻济宁。
民國10年（1921年），陆军第一混成旅旅长潘鸿钧率部赴湖北。他出征湖南同唐继尧部作战获胜，后来回到济宁后建造了潘家大楼作为私宅。1923年12月22日，获将军府廓威将军。
民国13年（1924年）江浙战争时，受山东督军郑士琦派遣，旅长潘鸿钧率部援助江苏。
1924年第二次直奉战争开始时，潘鸿钧出任讨奉援军第九路司令。1924年北京政变后，岳维峻任国民二军前敌总指挥兼第二师师长，率部在天津、马厂之间阻击直军。1924年11月2日黎明，国民二军李纪才旅向杨村后方进攻，切断铁路，吴佩孚军被包围，旅长潘鸿钧及大部分官兵均被俘。战事结束后，国民军方面的学兵团住北京旃檀寺。被国民军拘留的张敬尧、俘虏的旅长潘鸿钧、逮捕的李彦青等人均由学兵团负责看押。后来，张敬尧、潘鸿钧获释，李彦青则因克扣军饷与武器而被押赴天桥执行枪决。
1924年11月，奉军镇威军第二军副军长张宗昌命令第三混成旅旅长褚玉璞占领兖州、济宁。兖州镇守使张培荣率领山东陆军第六混成旅、胡翼儒率领山东陆军第七混成旅、潘鸿钧率领陆军第一混成旅、吴长植率领陆军第二十混成旅投归，被改编为奉军。其中，陆军第一混成旅被改编为直鲁联军1个师，驻鱼台地区。
1927年2月1日，直鲁联军第24军军长潘鸿钧（陆军中将）、直鲁联军第9军军长朱泮藻（陆军中将）加陆军上将衔。
1927年6月29日，南京方面的北伐军第十军逼近邹县，暂编第十一军马祥斌及王金韬部占领金乡，击败直鲁联军潘鸿钧、杜凤举部，进逼济宁。
1927年11月，潘鸿钧率部同国民二军作战。11月24日，孙良诚军开始进攻，将刘志陆的二十三军、潘鸿钧的二十四军包围于考城地区，经过五天战斗，共俘虏旅长以上军官四人、官兵两万多人、枪万余支，潘鸿钧于11月25日遭击毙。